# Misato Watanabe
Pour les articles homonymes, voir Watanabe.
Misato Watanabe (渡辺 美里, Watanabe Misato, née le 12 juillet 1966 à Seika-chō) est une chanteuse pop-rock populaire au Japon. Elle débute en 1985, et connait le succès l'année suivante avec le tube My Revolution, coécrit par Tetsuya Komuro.

## Discographie

### Singles
- I'm Free (2 mai 1985)
- Growin' Up (25 août 1985)
- Shinderu Mitai ni Ikitaku Nai (5 Dec 1985)
- My Revolution (12 Jan 1986)
- Teenage Walk (2 mai 1986)
- Long Night (21 Juil 1986)
- Believe (22 Oct 1986)
- It's Tough / Boys Cried (Ano Toki kara kamo Shirenai) (2 mai 1987)
- Kanashii ne (2 Dec 1987)
- Koi Sitatte Ii Janai (21 Avr 1988)
- Sentimental Kangaroo (21 Juil 1988)
- Kimi no Yowasa / 10 years (21 Oct 1988)
- Moonlight Dance (1er juin 1989)
- Suki (Apricot Mix) (1 Sept 1989)
- Niji wo Mitakai (21 Oct 1989)
- Summertime Blues / Boys kiss Girls (12 mai 1990)
- Koi suru Punks (1 Juil 1990)
- Home Planet - Chikyu koso Watashi no Ie - (22 août 1990)
- Power - Ashita no Kodomo - (21 Sept 1990)
- Sotsugyou (18 Avr 1991)
- Natsu ga Kita! (21 juin 1991)
- Christmas made Matenai (Yukidaruma Version) / JUMP (Daimajin Version) (21 Nov 1991)
- My Revolution -Dai 2 shō- (22 Avr 1992)
- Naichaisou dayo (10 juin 1992)
- Merry-Go-Round　/ Aozora (21 Nov 1992)
- Itsuka Kitto (1 Féb 1993)
- Big Wave Yatte kita / Sunao ni Nakeru Hi Waraeru Hi (1 Juil 1993)
- Manatsu no Santa Claus (21 mai 1994)
- Cherry ga 3tsu Narabanai (1er août 1994)
- Sincerely (1 Féb 1995)
- Sekai de Ichiban Tooi Basho (1er juin 1995)
- My Love Your Love - Tatta Hitori sika Inai Anata he - (17 juin 1996)
- Issho dane (28 mai 1997)
- Natsu no Uta (30 Juil 1997)
- Sugao (21 Feb 1998)
- Taiyō ha Sitte Iru (20 juin 1998)
- Atarashii Hibi / Christmas ha Dousuru no (21 Nov 1998)
- Motto Tooku he / Shinkokyū (24 mai 2000)
- Araburu Mune no Cymbal Narase (2 août 2000)
- Natsuyaki Tamago (18 Juil 2001)
- Yasashiku Utatte - Killing me softly with his song - (20 Féb 2002)
- You - Atarashii Basho - / Hana - Kono Boku de Ikite Yuku - (24 Avr 2002)
- 12 gatsu no Kamisama (4 Dec 2002)
- Doraemon no Uta (18 juin 2003) - générique de début de l'anime Doraemon
- Koyubi (16 Juil 2003)
- Jū no Himitsu (17 Dec 2003)
- Tomato / No Side (19 Oct 2005)
- Onegai Taiyou - Natsu no Kiseki (21 juin 2006)
- Aoi Tori (27 Sept 2006)
- Sonote wo Tsunaide (14 mars 2007)
- yes (6 Féb 2008)
- Ashita no Sora (17 juin 2009)
- Hajimari no Uta, Anata he / Hikaru Kaze (21 Oct 2009)

### Albums
- Eyes (2 Oct 1985)
- Lovin' you (2 Juil 1986)
- Breath (15 Juil 1987)
- Ribbon (28 mai 1988)
- Flower bed (1 Ju l 1989)
- Tokyo (7 Juil 1990)
- Lucky (6 Juil 1991)
- Big Wave (21 Juil 1993)
- Baby Faith (7 Sept 1994)
- Live Love Life (13 Nov 1995)  (live)
- Spirits (12 Juil 1996)
- Hadaka no Kokoro (1 Juil 1998)
- Love♥Go Go!! (19 Juil 2000)
- Uta no Ki - Gift (6 Dec 2000) (live)
- soleil (10 Juil 2002)
- ORANGE (6 août 2003)
- Blue Butterfly (14 Juil 2004)
- Sing and Roses - Uta to Bara no Hibi - (23 Nov 2005)
- Kokoro Ginga (4 Juil 2007)

Albums de reprises
- Hello Lovers (8 Jul 1992)
- Café mocha - Uta no Ki - (20 mars 2002)
- Uta no Ki seasons "Fuyu" (17 Nov 2004)
- Uta no Ki seasons "Haru" (23 Fev 2005)
- Uta no Ki seasons "Natsu" (25 mai 2005)
- Uta no Ki seasons "Aki" (24 août 2005)
- Dear My Songs (8 Oct 2008)

Compilations
- She loves you (15 Juil 1995)
- Sweet 15th Diamond (19 Juil 2000)
- The LEGEND (1 Jan 2003)
- M Renaissance (13 Juil 2005)

## VHS / DVD
VHS
DVD
- Seibu Stadium Live History 1986 - 1999 - Sweet 15th Diamond Born 2000 - (19 juillet 2000)
- Uta no Ki - Welcome (6 décembre 2000)
- Misato Born Aug 1986 - Mar 1987 (21 novembre 2001)
- Misato born II Aug 1987 - mar 1988 (21 novembre 2001)
- Misato - sad songs born II special edition (21 novembre 2001)
- Misato born III Flower bed from eZ the Movie (21 novembre 2001)
- Misato born IV Ai to Kando no Cho-Seishun Live (21 novembre 2001)
- Misato born V tokyo 1990 (21 novembre 2001)
- Misato born special version misato clips (21 novembre 2001)
- Ultra Misato born VI (21 novembre 2001)
- Stadium Densetsu born VII (21 novembre 2001)
- Misato born 8 Brand New Heaven (21 novembre 2001)
- She loves you born 9 10th anniversary video collection 1985 - 1995 (21 novembre 2001)
- Misato born 10 Free Spirits Tour (21 novembre 2001)
- Jya Jya Uma Narashi Tour '02 (3 décembre 2003)
- Stadium Legend forever 1986 - 2005 BORN FINAL (21 décembre 2005)
- Misato Stadium Legend V20 saishusho No Side (21 juin 2006)
- Uta no ki gift box (29 novembre 2006)
- Voice Ⅰ (18 juillet 2007)
- Misato Matsuri 2006 (Blu-ray Disc) (5 décembre 2007)

## Liens
- (ja) Site officiel